# Paracoptops caledonica
Paracoptops caledonica là một loài bọ cánh cứng trong họ Cerambycidae.